# 구쓰키 모토쓰나
구쓰키 모토쓰나(일본어: 朽木元綱, 덴분 18년(1549년) ~ 간에이 9년 음력 8월 29일(1632년 10월 12일))는 센고쿠 시대로부터 에도 시대 전기에 걸친 무장, 다이묘, 요리아이 하타모토이다.
세키가하라 전투에서 서군에는 소속되었으나 다른 다이묘들의 눈치를 계속 보다가 고바야카와 히데아키가 동군으로 배신하자 히데아키를 따라서 같이 배신했다.
임진왜란에 참전하여 성주에서 조선 의병장 김면의 군대를 만나 한 차례는 승리를 거두고 한 차례는 격파 당했다. 정유재란 당시에는 스에쓰구 모토야스를 따라 참전했으며, 울산왜성을 담당하였다.

## 같이 보기
- 구쓰키번